# Dictatus papae

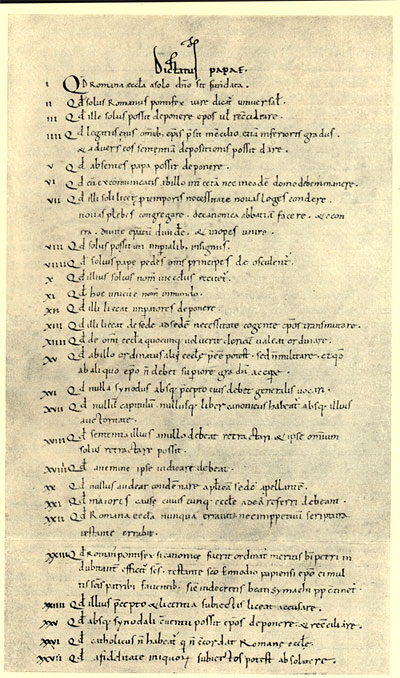
Dictatus Papae

Dictatus papae (česky Papežův diktát) je soubor 27 stručných proklamací sepsaný v roce 1075 v okolí papeže Řehoře VII., v jehož registru se dochoval. Účel dokumentu je nejasný, tradiční tvrzení, že jde o koncepční dokument, bývá moderní historiografií zpochybňováno.

## Historické souvislosti a význam
Po caesaropapismu Jindřicha III. se církev snažila vymanit z vlivu císaře, a proto roku 1073 zvolila reformního kardinála Hildebranda papežem. Ten přijal jméno Řehoř a okamžitě se chopil reformní iniciativy, která jeho působením dosáhla v 11. století svého vrcholu. Cílem této reformy byla úplná emancipace latinské církve jako univerzální křesťanské instituce. Jako základ k Dictatus papae posloužily jeho autorovi díla De civitate Dei, dále pak Pseudoisidorské dekretálie a myšlenky Mikuláše I. Dokument Dictatus papae podle starších interpretací stvrzuje neomezenou vládu papeže nad celým světem i v církvi a hlásá, že papež je pod ochranou svatého Petra, je tudíž nepochybně svatý a nejvyšším pánem světa.

### 27 tezí o papežské moci
| Teze  | Latinsky | Český překlad |
| ----- | --- | --- |
| I     | Quod Romana ecclesia a solo Domino sit fundata. | Římská církev je založena samotným Pánem. |
| II    | Quod solus Romanus pontifex iure dicatur universalis. | Římský biskup jako jediný může být po právu nazýván obecným. |
| III   | Quod ille solus possit deponere episcopos vel reconciliare. | Pouze on může sesazovat a znovu dosazovat biskupy. |
| IV    | Quod legatus eius omnibus episcopis presit in concilio etiam inferioris gradus et adversus eos sententiam depositionis possit dare. | Jeho legát, i když nižšího důstojenství, budiž představen nade všechny biskupy na koncilu, a je mu dovoleno pronášet proti nim klausuli o sesazení.                 |
| V     | Quod absentes papa possit deponere. | Může sesazovat nepřítomné. (tj. pravděpodobně biskupy, kteří nejsou dlouhodobě přítomní ve svých diecézích)                                                         |
| VI    | Quod cum excommunicatis ab illo inter cetera nec in eadem domo debemus manere. | Není dovoleno, mimo jiné, pobývat ve společném domě s tím, koho on vyobcuje.                                                                                        |
| VII   | Quod illi soli licet pro temporis necessitate novas leges condere, novas plebes congregare, de canonica abatiam facere et e contra, divitem episcopatum dividere et inopes unire.                                                         | Pouze jemu náleží právo podle potřeby doby tvořit nové zákony, ustanovovat nové obce, činit z kanonií opatství a obráceně dělit bohatá biskupství a chudá slučovat. |
| VIII  | Quod solus possit uti imperialibus insigniis. | Pouze on může disponovat císařskými odznaky. |
| IX    | Quod solius pape pedes omnes principes deosculentur. | Pouze papeži musejí všechna světská knížata líbat nohy. |
| X     | Quod illius solius nomen in ecclesiis recitetur. | Pouze jeho jméno budiž připomínáno v církvích. (tj. v kostelích při mši)                                                                                            |
| XI    | Quod hoc unicum est nomen in mundo. | Neboť toto jméno je jedinečné v celém světě. |
| XII   | Quod illi liceat imperatores deponere. | Budiž mu dovoleno sesazovat císaře. |
| XIII  | Quod illi liceat de sede ad sedem necessitate cogente episcopos transmutare. | Je mu dovoleno přemísťovat biskupy na různá místa podle potřeby. |
| XIV   | Quod de omni ecclesia quocunque voluerit clericum valeat ordinare. | Má moc ordinovat kleriky, z jakékoli církve se mu zlíbí. |
| XV    | Quod ab illo ordinatus alii eclesie preesse potest, sed non militare; et quod ab aliquo episcopo non debet superiorem gradum accipere. | Může zakázat konání služeb ustanovených kněží pro své ordináře a přijímání vyšších svěceních od jiných biskupů.                                                     |
| XVI   | Quod nulla synodus absque precepto eius debet generalis vocari. | Žádný synod nemůže být zván obecný bez jeho souhlasu. |
| XVII  | Quod nullum capitulum nullusque liber canonicus habeatur absque illius auctoritate. | Církevní právo nemůže být měněno a doplňováno bez jeho souhlasu. |
| XVIII | Quod sententia illius a nullo debeat retractari et ipse omnium solus retractare possit. | Výrok jím ustanovený nemůže být nikým odvolán; pouze on sám může tento výrok odvolat.                                                                               |
| XIX   | Quod a nemine ipse iudicare debeat. | On sám nemůže být nikým souzen. |
| XX    | Quo nullus audeat condemnare apostolicam sedem apellantem. | Nemůže být souzen ten, kdo se odvolá ke Svatému stolci. |
| XXI   | Quod maiores cause cuiscunque ecclesie ad eam referri debeant. | Větší [právní] případy jakékoli církve mají být předkládány římské církvi.                                                                                          |
| XXII  | Quod Romana ecclesia nunquam erravit nec imperpetuum scriptura testante errabit. | Římská církev se nikdy nemýlila a podle důkazů Písma se nezmýlí. |
| XXIII | Quod Romanus pontifex, si canonice fuerit ordinatus, meritis beati Petri indubitanter efficitur sanctus testante sancto Ennodio Papiensi episcopo ei multis sanctis patribus faventibus, sicut in decretis beati Symachi pape continetur. | Nechť je římský papež, pokud byl kanonicky zvolen, pro zásluhy svatého Petra prohlášen za posvátnou osobu.                                                          |
| XXIV  | Quod illius precepto et licentia subiectis liceat accusare. | Pouze s jeho souhlasem je poddaným dovoleno vznášet obžaloby. |
| XXV   | Quod absque synodali conventu possit episcopus deponere et reconciliare. | Pouze on může ustanovovat a sesazovat biskupy bez svolání synodu.                                                                                                   |
| XXVI  | Quod catholicus non habeatur, qui non concordat Romane ecclesie. | Kdokoli nesouhlasí s římskou církví, bude vyloučen z obce křesťanů (dosl. nemá být považován za katolíka).                                                          |
| XXVII | Quod a fidelitate iniquorum subiectos potest absolvere. | Může vyvazovat poddané ze slibu věrnosti vůči hříšníkům. |

## Shrnutí
Dokument Dictatus papae může být ukázkou změny pohledu církve na světskou moc. Řím od této chvíle začal považovat církevní trest za absolutní překážku pro zachování sociálního a politického postavení provinilého. Řím tímto přešel od gelasiánského učení o ospravedlnění světské moci k teorii o právu světskou moc ustanovovat i odvolávat. Dle bodu 22 této buly se římská církev nikdy nemýlila a ani v budoucnosti se nezmýlí. 